# Miko Lazić
Miko Lazić, född 27 juli 1968 i Nacka, är en svensk filmregissör.
Miko Lazić jobbade som reklam och modefotograf 1989-1996. Miko hade också ett sidoprojekt inom musikproduktion och bildade Hip Hop kollektivet Polar Posse ihop med Polar Bear (Björn Söderberg) i mitten på 90-talet. Detta samarbete inom musik resulterade i att Miko började göra musikvideos och så småningom sadlade han om till filmfotograf och därefter regissör. Miko utbildade sig inom film först på Stockholms Filmskola år 1992-1994 och därefter på Dramatiska Institutet. år 1996-1999.
Miko Lazić debuterade som regissör med kortfilmen Once Upon a Time 2000, vilken följdes av kortfilmen Boban hockeystjärnan 2003. År 2005 utkom långfilmen Made in Yugoslavia som han både skrev och regisserade och 2008 regisserade han Iskariot År 2011 släpptes kortfilmen Kylan.
2014 grundade han Moonlighting Industries AB som utvecklar produkten Moon Smart Focus®, en avståndsmätare för professionella filmskapare med stöd av AI. Med hjälp av investerare och Inkubera AB på Örebro Universitet har företaget vuxit och under 2021 har första generationen av Moon Smart Focus varit med i flera svenska filmer. 2022 räknar företaget med att lanseras internationellt.

## Filmografi
- 2000 – Once Upon a Time
- 2003 – Boban hockeystjärnan
- 2005 – Made in Yugoslavia
- 2008 – Iskariot
- 2011 – Kylan